# Dorytomus occallescens
Dorytomus occallescens är en skalbaggsart som först beskrevs av Leonard Gyllenhaal 1836.  Dorytomus occallescens ingår i släktet Dorytomus, och familjen vivlar. Arten har ej påträffats i Sverige.